# BK Dinamo Sint-Petersburg

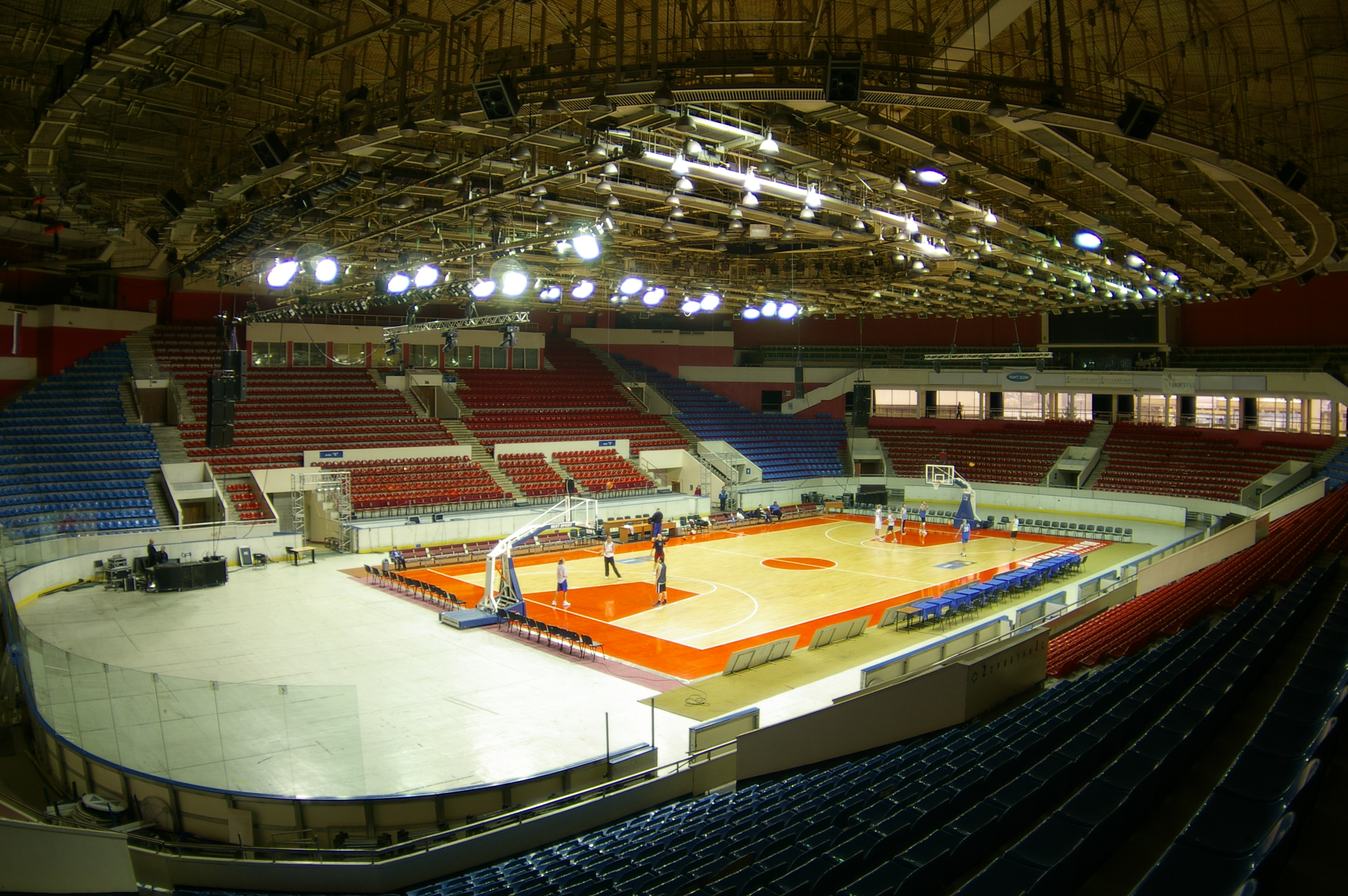
Sportpaleis Joebilejny in Sint-Petersburg.

Basketbolnyj kloeb Dinamo Sint-Petersburg (Russisch: Баскетбольный клуб Динамо Санкт-Петербург) was een professionele basketbalclub uit Sint-Petersburg, Rusland.

## Geschiedenis
De club werd opgericht in 2004, hoewel het vermeldenswaardig is dat in de Sovjet-tijd, al een Dinamo bestond. In 1937 behaalde ze een vierde plaats in het eerste kampioenschap van de Sovjet-Unie tussen de clubs, maar na de oorlog, degradeerde het team naar de lagere competities, waar het tijden heeft gespeeld op het regionale niveau.
In het eerste kampioenschap in een nieuwe vorm, 2004/05 had de club het recht om te spelen in de Russische superliga en de FIBA Europe League, in plaats van Avtodor Saratov. Onmiddellijk haalde ze de play-offs, waar de hardnekkige strijd volgde tegen Chimki Oblast Moskou in de kwartfinale. Maar het team won de FIBA Europe League, waarin ze het all-time record voor het toernooi, 20 overwinningen in 20 wedstrijden te behalen. Ze wonnen van BK Kiev uit Oekraïne met 85-74. Het volgende seizoen was een succes, en bronzen medaille en de laatste vier van de EuroChallenge.
Voordat het seizoen 2006/07 begon, verklaarde het Dinamo leiderschap zichzelf failliet en verloor zijn status van een professioneel team. Als gevolg daarvan, hield de club op te bestaan.

## Erelijst
- Landskampioen Rusland
  - Derde: 2006
- FIBA Europe League: 1
  - Winnaar: 2005

## Bekende (oud)-spelers
- Andrej Ivanov
- Viktor Kejroe
- Vladimir Veremejenko

## Bekende (oud)-coaches
- - David Blatt (2004-2005)
- Fotios Katsikaris (2005-2006)
- Joeri Selichov (2006 (voor seizoen))